# Intelligenza competitiva
In economia aziendale con il termine intelligence competitiva, (sottocategoria dell'intelligence economica) ci si riferisce solitamente all'insieme di attività sistematiche di back office finalizzate a fornire al management aziendale informazioni utili o strategiche (azioni di ricerca, trattamento, diffusione e protezione dell'informazione) sull'ambiente esterno all'impresa (mercato, clienti, concorrenti, tendenze, innovazioni, norme, leggi) a supporto dei processi decisionali della dirigenza, favorendo la competitività dell'impresa, il tutto integrato completamente con altri strumenti come il Knowledge Management o la Business Intelligence.

## Contenuto
Un assunto esplicativo dell'utilità dell'intelligence (tanto nel settore pubblico, quanto nel settore privato-aziendale) è stato enunciato da Michael E. Porter della Harvard Business School:
Questa disciplina, nata insieme alla globalizzazione dei mercati e alla necessità di adottare un processo di anticipazione dei cambiamenti dei mercati e dell'ambiente economico, sta diventando un sostegno indispensabile al processo strategico usando l'informazione come strumento per migliorare le performance economica e/o tecnologica. La sua missione è "sapere per anticipare". 
L'Intelligence competitiva si differenzia dal data mining o dalla business Intelligence perché non si tratta, contrariamente a questi altri due strumenti, di un sistema informatico da introdurre in azienda e da far funzionare in automatico ogni qual volta si ricerca un'informazione; l'IC, come viene comunemente abbreviata, è una cultura di impresa che impregna un'organizzazione della cultura dell'informazione per passare dall'era dell'informazione a quella della conoscenza. In Europa i paesi più attivi in questo campo sono il Regno Unito e la Francia. In Italia è poco sviluppata ed esistono pochi siti su cui si possono trovare informazioni relative alla IC (al pari dell'Intelligence Economica).